# Спрощена система транслітерації болгарської мови
Спро́щена систе́ма транслітера́ції болга́рської мо́ви (англ. Streamlined System, болг. Обтекаема система) болгарського вченого Л. Іванова створена в Інституті Математики й Інформатики Болгарської академії наук 1995 року. Система була офіційно прийнята урядом (Рішення болгарського уряду № 61/2.4.1999, № 10/11.2.2000, № 269/3.10.2006 та № 3/26.10.2006), також Законом про транслітерації з 2009.
Спрощена система прийнята також ООН у 2012 році і, за офіційною американською і британською використання, BGN і PCGN у 2013 році.
Той же самий підхід Іванов пропонує для латинської транслітерації інших кириличних абеток, таких як українська, російська та білоруська.

## Таблиця транслітерації
| Болгарськи літери | Латинські літери | Транслітерація (Ґаєвиця) |
| ----------------- | ---------------- | ------------------------ |
| А                 | А                | A                        |
| Б                 | В                | B                        |
| В                 | V                | V                        |
| Г                 | G                | G                        |
| Д                 | D                | D                        |
| Е                 | E                | E                        |
| Ж                 | ZH               | Ž                        |
| З                 | Z                | Z                        |
| И                 | I                | I                        |
| Й                 | Y                | J                        |
| К                 | K                | K                        |
| Л                 | L                | L                        |
| М                 | M                | M                        |
| Н                 | N                | N                        |
| О                 | O                | O                        |
| П                 | P                | P                        |
| Р                 | R                | R                        |
| С                 | S                | S                        |
| Т                 | T                | T                        |
| У                 | U                | U                        |
| Ф                 | F                | F                        |
| Х                 | H                | H                        |
| Ц                 | TS               | C                        |
| Ч                 | CH               | Č                        |
| Ш                 | SH               | Š                        |
| Щ                 | SHT              | ŠT                       |
| Ъ                 | A                | Ă                        |
| Ь                 | Y                | J                        |
| Ю                 | YU               | JU                       |
| Я                 | YA               | JA                       |

Спрощена система подібна до колишньої ссистеми 1952 року для романізації болгарської мови BGN/PCGN, яка була офіційною в США і Сполученому Королівстві до 2013 році. Проте англо-американська система транслітерує кириличні літери Х, Ь і Ъ як KH, ’ (апостроф) і Ŭ, тоді як спрощена використовує для цієї мети літери H, Y і A.

## Ілюстрація
Приклад (Стаття 1 Загальної декларації прав людини):
| Всички хора се раждат свободни и равни по достойнство и права. Те са надарени с разум и съвест и следва да се отнасят помежду си в дух на братство. |  | Vsichki hora se razhdat svobodni i ravni po dostoynstvo i prava. Te sa nadareni s razum i savest i sledva da se otnasyat pomezhdu si v duh na bratstvo. |

## Оборотний варіант
Спрощена система не є оборотною, оскільки А, Ж, Й, Ц, Ш, Щ, Ю, Я транслітеруються таким же чином, як і Ъ, ЗХ, Ь, ТС, СХ, ШТ, ЙУ, ЙА відповідно. Допоміжний, оборотний варіант системи запропонували Л. Іванов, Д. Скордев і Д. Добрев. Він може використовуватися в тих випадках, коли істотним є точне відтворення болгарських слів на основі латинізованого тексту. Літери та їх поєднання Ъ, Ь, ЗХ, ЙА, ЙУ, СХ, ТС, ТШ, ТЩ, ШТ, ШЦ транслітеруються відповідно як A, Y, Z|H, Y|A, Y|U, S|H, T|S, T|SH, T|SHT, SH|T, SH|TS.